# Bitwa nad Dołhem
Bitwa nad Dołhem – część wielkiej bitwy nad Autą. Walki polskich 11. i 17 Dywizji Piechoty, VII Brygady Rezerwowej i IX Brygady Piechoty z sowiecką 15 Armią w czasie lipcowej ofensywy Frontu Zachodniego Michaiła Tuchaczewskiego w okresie wojny polsko-bolszewickiej.

## Położenie wojsk przed bitwą
Wojsko Polskie
Front Północno-Wschodni gen. Stanisława Szeptyckiego w składzie 1. i 4 Armia dysponujący około 70 tys. żołnierzami i 460 działami.
Ugrupowanie obronne
1 Armia gen. Gustawa Zygadłowicza dysponowała 34 000 żołnierzy i 186 działami. Ugrupowana była w sposób następujący: 
- na lewym skrzydle, w przesmyku między Dźwiną i jeziorem Jelnia rozwinęła się grupa ppłk. Jerzego Sawa-Sawickiego w składzie 33 pułk piechoty, dywizjon 18 pułku ułanów i 3 baterie artylerii.
- Grupa gen. Lucjana Żeligowskiego w składzie 8. i 10 Dywizja Piechoty broniła się w centrum ugrupowania i osłaniała kierunek Hermanowicze – Wilno.
- prawe skrzydło armii stanowiła Grupa gen. Władysława Jędrzejewskiego w składzie 7 Brygada Rezerwowa i IX Brygada Piechoty.

Na południe od linii kolejowej Połock – Mołodeczno zajmowała stanowiska 4 Armii gen. Szeptyckiego. Jej północne skrzydło tworzyła Grupa gen. Jana Rządkowskiego w składzie 1 Dywizja Litewsko–Białoruska i 11 Dywizja Piechoty.
Armia Czerwona
Front Zachodni Michaiła Tuchaczewskiego liczył około 150–160 tys. żołnierzy i 772 działa
Plan natarcia
Plan Tuchaczewskiego zakładał dwustronne oskrzydlenie polskiej 1 Armii gen. Zygadłowicza, okrążenie jej i zniszczenie w rejonie Łużki – Głębokie.
W tym celu:
- 4 Armia Jewgienija Siergiejewa w składzie 12., 18. i 3 Dywizja Strzelców oraz 164 BS  z 3 Korpusem Kawalerii Gaja w składzie 10. i 15 DK miała nacierać między Dźwiną a Dzisną, przez Dryhucze – Szarkowszczyznę – Hermanowicze i rozbić lewe skrzydło polskiej 1 Armii.
- 3 Armia Władimira Łazarewicza w składzie 5., 6., 21. i  56 Dywizja Strzelców otrzymała zadanie uderzyć od południa przez Dokszyce – Parafianowo i rozbić prawe skrzydło wojsk gen. Zygadłowicza.
- 15 Armia Augusta Korka w składzie 4., 11., 15., 16., 33. i 54 Dywizja Strzelców miała wykonać w centrum uderzenie pomocnicze, wiązać oddziały polskie walką i uniemożliwić przerzucenie odwodów na zagrożone skrzydła[2][9].
- 16 Armia miała sforsować Berezynę z 5 na 6 lipca  i nacierać w kierunku Ihumenia[3].

Całością sił uderzeniowych dowodził dowódca Frontu Zachodniego Michaił Tuchaczewski.

## Przebieg bitwy
4 lipca 1920 wojska Frontu Zachodniego Michaiła Tuchaczewskiego rozpoczęły natarcie.
Znajdująca się w centrum sowieckiego ugrupowania 15 Armia Korka uderzyła na centrum i lewe skrzydło polskiej 1 Armii gen. Zygadłowicza oraz na lewe skrzydło 4 Armii gen. Szeptyckiego.
Okopów nad Szoszą, na zachodnim brzegu jezior Szo i Dołhego do Kamionki broniła 11 Dywizja Piechoty gen. Ignacego Ledóchowskiego.
Na północ od Kamionki, wzdłuż jezior Dołhego i Świadowo, przez folwark Górki oraz wzdłuż Auty do Spihalszczyzny broniła się Grupa gen. Jędrzejewskiego. Od południa sąsiadem 11 Dywizji Piechoty była 1 Dywizja Litewsko-Białoruska.
Pierwsza linia obrony wzmocniona została zasiekami z drutu kolczastego. Druga linia wyznaczona została wzdłuż Mniuty, jezioro Plissa i Świlicy. W rejonie Królewszczyzna – Hołubicze, znajdowała się 17 Dywizja Piechoty stanowiąca odwód Frontu.
Sowiecka 15 Armia wzmocniona kombinowaną grapą kawalerii, rozpoczęła natarcie o 2.00 ogniowym przygotowaniem. Około 4.00 uderzyła na froncie od jeziora Szo do jeziora Żado. Jej 33 Dywizja Strzelców nacierała na stanowiska polskie położone w przesmyku na północ od Jeziora Dołhego, a 11 DS na dwa bataliony 48 pułku piechoty broniące przesmyku na południe od tego jeziora. Artyleria sowiecka zniszczyła okopy pierwszej linii i przerwała łączność. 48 pp wycofał się za Soszę, ponosząc wysokie straty.
Brygada Kozaków Kubańskich nacierała wzdłuż toru kolejowego i przerwała front pod folwarkiem Górki i wyszła na tyły 38 pułku piechoty.
Ten stracił jednak połowę stanu osobowego i wycofał się w kierunku Plissy.
Na krótko kontratakiem III/40 puku piechoty, zdołano chwilowo powstrzymać napór przeciwnika. Sytuacja taktyczna zmusiła do odwrotu także 39 pułk piechoty. Postępujące za nim oddziały 4 Dywizji Strzelców zagroziły tyłom VII Brygady Rezerwowej.
Odwrót 38 i 48 pułków piechoty spowodował powstanie piętnastokilometrowej luki w polskim froncie między grapami generałów Jędrzejewskiego i Rządkowskiego.
Około 13.00 Sowieci wznowili natarcie. Broniąca linii Plissa – Zadroże IX Brygada Piechoty została częściowo rozbita, a 39 pułk piechoty stracił większość ciężkiej broni. Również VII Brygada Rezerwowa poniosła wysokie straty, a oddziały sowieckiej 15 Armii przerwały drugą linię polskiej obrony nad Mniutą. W godzinach wieczornych załamała się także obrona 11 DP nad Soszą.
Dopiero o 17.00 przeszła do przeciwnatarcia odwodowa 17 Dywizja Piechoty z zadaniem odzyskania pierwszej linii obrony nad Autą i w przesmykach koło Jeziora Dołhego. Dywizja odrzuciła pod Uściem czołowe oddziały 33 Dywizji Strzelców, a pod Dajlidowem czoło 11 Dywizji Strzelców. Z powodu braku łączności z sąsiadami, oporu przeciwnika i ciemności utrudniających walkę w lesistym terenie, o północy dowódca 17 DP wstrzymał natarcie i wycofał dywizję za Mniutę.

## Bilans walk
Walki oddziałów polskich zakończyły się ich klęską. Nie zdołano utrzymać pierwszej linii obrony. Wobec ogromnej przewagi nieprzyjaciela gen. Zygadłowicz zrezygnował z odzyskania pierwszej linii i 5 lipca skupił wysiłki na osłonie rejonu Głębokie – Parafianowo.